# Vědecká knihovna v Olomouci
Vědecká knihovna v Olomouci se řadí mezi nejvýznamnější knihovny na území Česka s unikátním souborem historických fondů. Tento soubor tvoří 1 451 rukopisů, 1 700 prvotisků a téměř 80 000 svazků starých tisků. Knihovna byla založena v roce 1566 a až do roku 1860 plnila funkci knihovny olomoucké univerzity. Právo povinného výtisku pro Moravu získala knihovna v roce 1807 a od roku 1947 pak pro celé území tehdejšího Československa, v současnosti má knihovna toto právo pro území celého Česka.
Své služby nabízí odborné i laické veřejnosti na místě i prostřednictvím on-line katalogu, který obsahuje více než 1 200 000 titulů. Lze v něm vyhledávat, registrovat se, objednávat a využívat řady dalších funkcí (RSS kanály, novinky, doporučení…). Některé části historických sbírek jsou rovněž k dispozici on-line v digitální knihovně rukopisů, prvotisků a starých tisků a v digitální knihovně map.

## Historie

### Knihovna olomoucké univerzity
Olomoucká univerzita byla jako první vysoké učení na Moravě založena olomouckým biskupem Vilémem Prusinovským z Víckova (1565–1572), který v reakci na převažující luteránství na Moravě (až 90 % obyvatel bylo protestantského vyznání) pozval v roce 1566 do města příslušníky Tovaryšstva Ježíšova. Z jejich řádového domu - koleje postupně vznikla akademie s právem promovat k univerzitním hodnostem. K povýšení jezuitské koleje na plnohodnotné vysoké učení došlo za Prusinovského nástupce na olomouckém biskupském stolci Jana Grodeckého. Dne 22. prosince 1573 potom římskoněmecký císař Maxmilián II. potvrdil fundaci biskupa Prusinovského a současně dal olomoucké jezuitské koleji právo udělovat univerzitní hodnosti.
Při univerzitě vznikla samozřejmě také knihovna. Základ sbírky tvořily dary biskupa, kanovníků, zemských úředníků a měšťanů, knihy se však také kupovaly. Počet studentů se totiž stále zvyšoval, takže bylo nutno rozšiřovat také knihovní fond.
Katastrofální důsledky měla pro Olomouc třicetiletá válka a knihovna nebyla výjimkou. Zpočátku se sice díky pobělohorským konfiskacím fond rozrůstal, ovšem osmiletá švédská okupace, která teď už bývalé hlavní město Moravy téměř zlikvidovala, citelně ochudila i knihovnu. Švédská královna Kristýna pověřila své vojevůdce, aby během svých válečných tažení věnovali mimořádnou pozornost uměleckým předmětům. Jediný zbylý jezuita ve městě, knihovník Jiří Pellinga se sice pokoušel knihy utajit, Švédové však univerzitní knihovnu vypátrali a dnes se v literatuře uvádí, že z Olomouce odváželi na sto vozů plně naložených uměleckými předměty, knihami a archiváliemi. Řada olomouckých historických fondů je dnes uložena v Královské knihovně ve Stockholmu a Univerzitní knihovně v Uppsale.

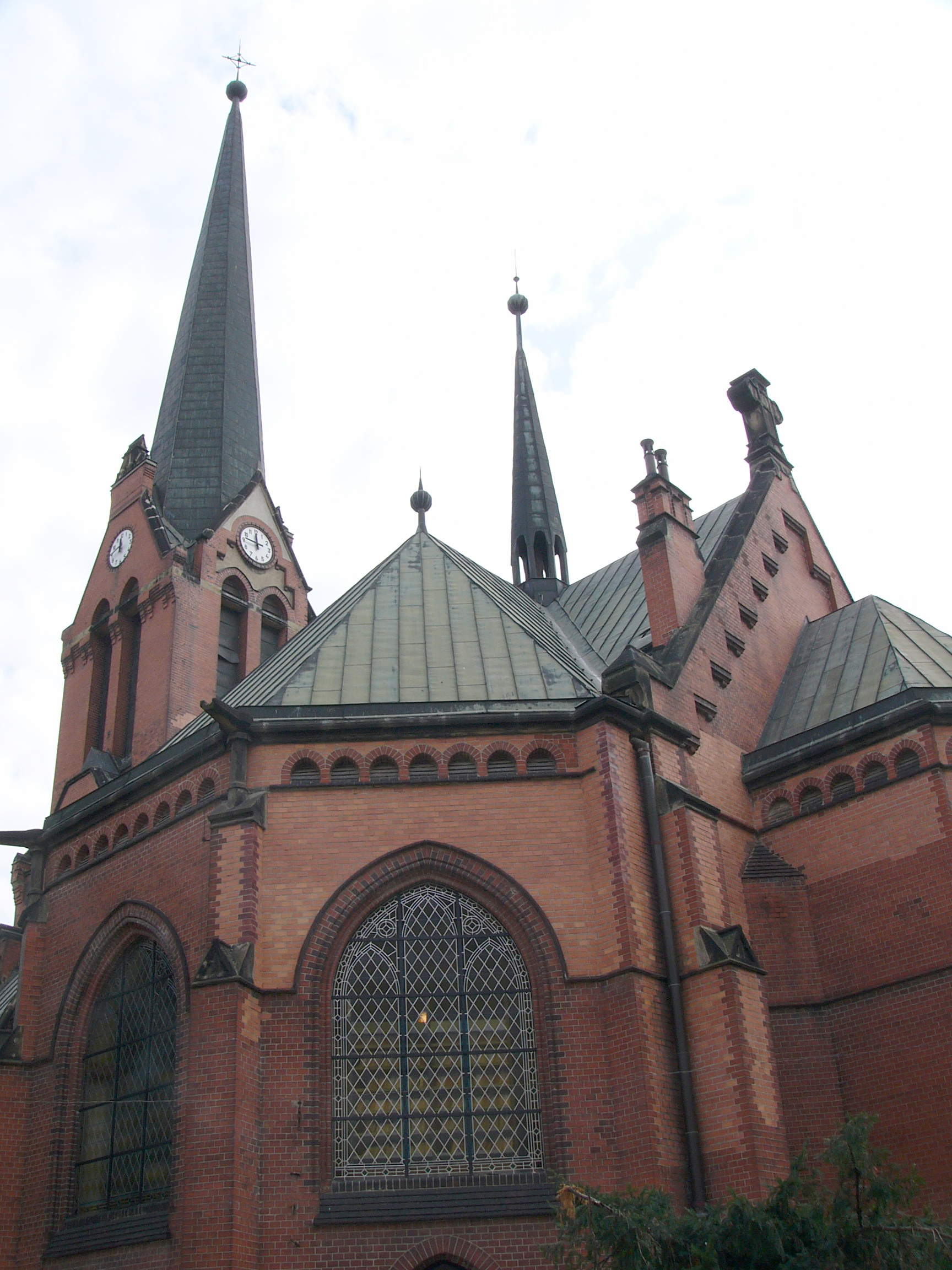
Červený kostel, jedno z úložišť Vědecké knihovny

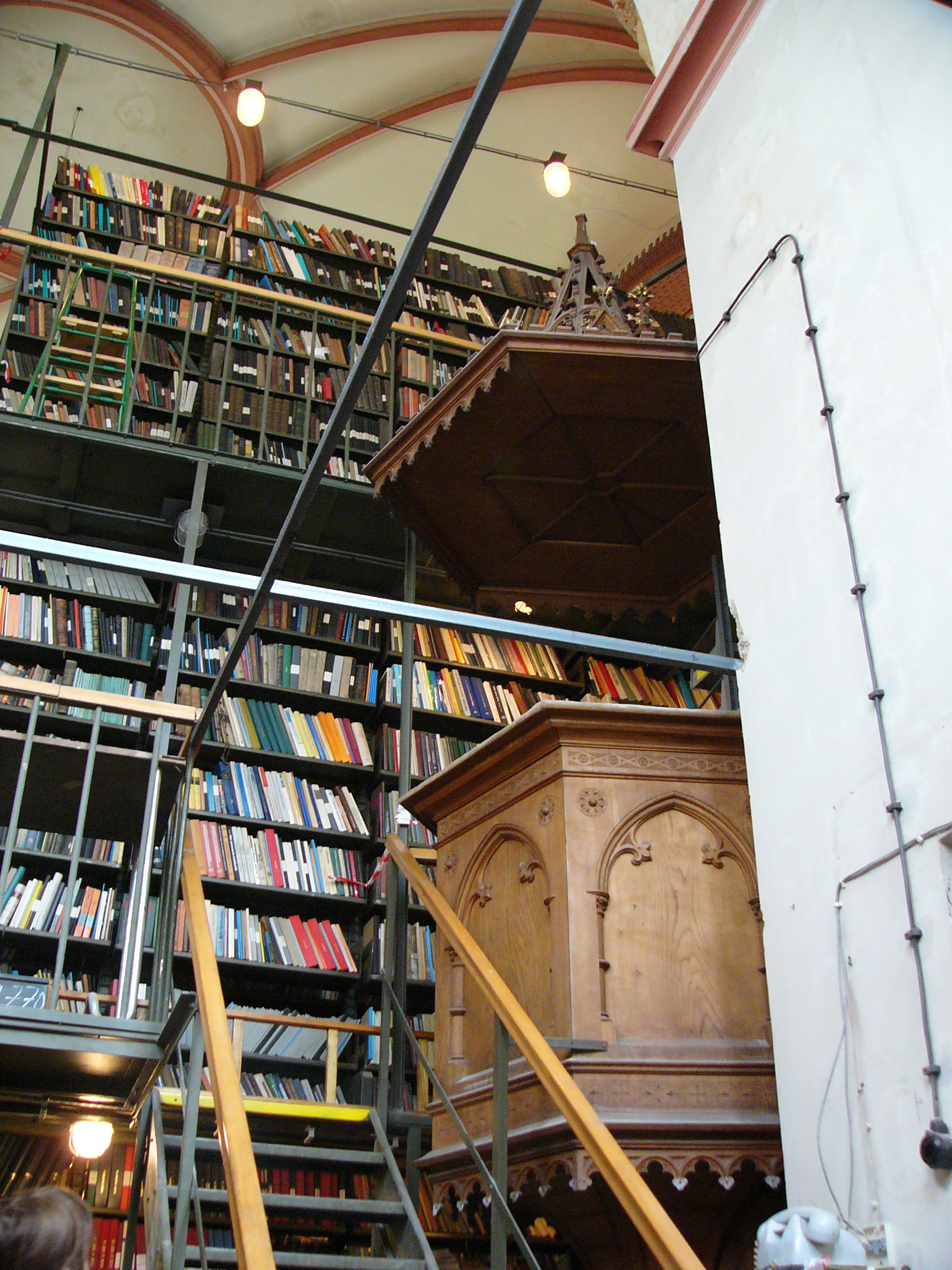
Kazatelna a uložení knih v Červeném kostele

Na doplnění univerzitní knihovny bylo v období po třicetileté válce vyčleněno více prostředků a četnější byly také různé knižní dary. Podle dochovaného svazkového katalogu knihovny z roku 1704 v ní bylo 4 000-5 000 svazků. Dalších 2 000-2 500 měli u sebe představení a učitelé. V roce 1773 byl jezuitský řád zrušen a univerzita i knihovna převedena do správy státu. Členům řádu přitom bylo dovoleno ponechat si knihy, které měli ve svých příručních knihovnách. Po této „redukci“ fondu v něm v roce 1773 zůstalo pouze 8091 svazků.

### Veřejná univerzitní knihovna
Rozhodnutím moravského gubernia z 11. srpna 1775 byla knihovna prohlášena za veřejnou Univerzitní knihovnu. Skončilo tak zhruba dvousetleté období, v němž knihovna sloužila pouze členům univerzity. Vzhledem k tomu, že Olomouc nebyla jediným zrušeným jezuitským střediskem na Moravě, byly do olomoucké knihovny převezeny vybrané fondy z bývalých kolejí v Jihlavě, Brně, Telči, Uherského Hradiště a Znojma. Po těchto zásazích se objem fondu přiblížil 30 000 svazků.
V roce 1778 byla olomoucká univerzita přestěhována do Brna. Odtud se sice po čtyřech letech vrátila, ovšem už pouze se statutem akademického lycea. Lycejní knihovna zůstala v Brně ještě o něco déle. Zpět do Olomouce se přestěhovala až v roce 1787, v roce kdy končilo josefínské rušení klášterů kontemplativních řádů. Olomoucký knihovník Jan Alois Hanke postupně procházel bezmála 100 000 svazků ze 34 konfiskovaných knihovních fondů a nakonec jich do lycejní knihovny vřadil více než 24 000. Šlo o tisky, prvotisky i rukopisy. V tomto období se do knihovny dostaly mimo jiné i nejvýznamnější rukopisné památky současné Vědecké knihovny Bible boskovická, Evangeliář zábrdovický aj.
Jednou z Hankových aktivit byl i návrh moravskému guberniu, aby moravští tiskaři povinně posílali olomoucké knihovně po jednom výtisku svých děl. Tato myšlenka byla realizována až v roce 1807 na podnět Hankova nástupce, Josefa A. Karmáška, který ji ovšem prosazoval už šestnáct let předtím.

### Samostatná knihovna

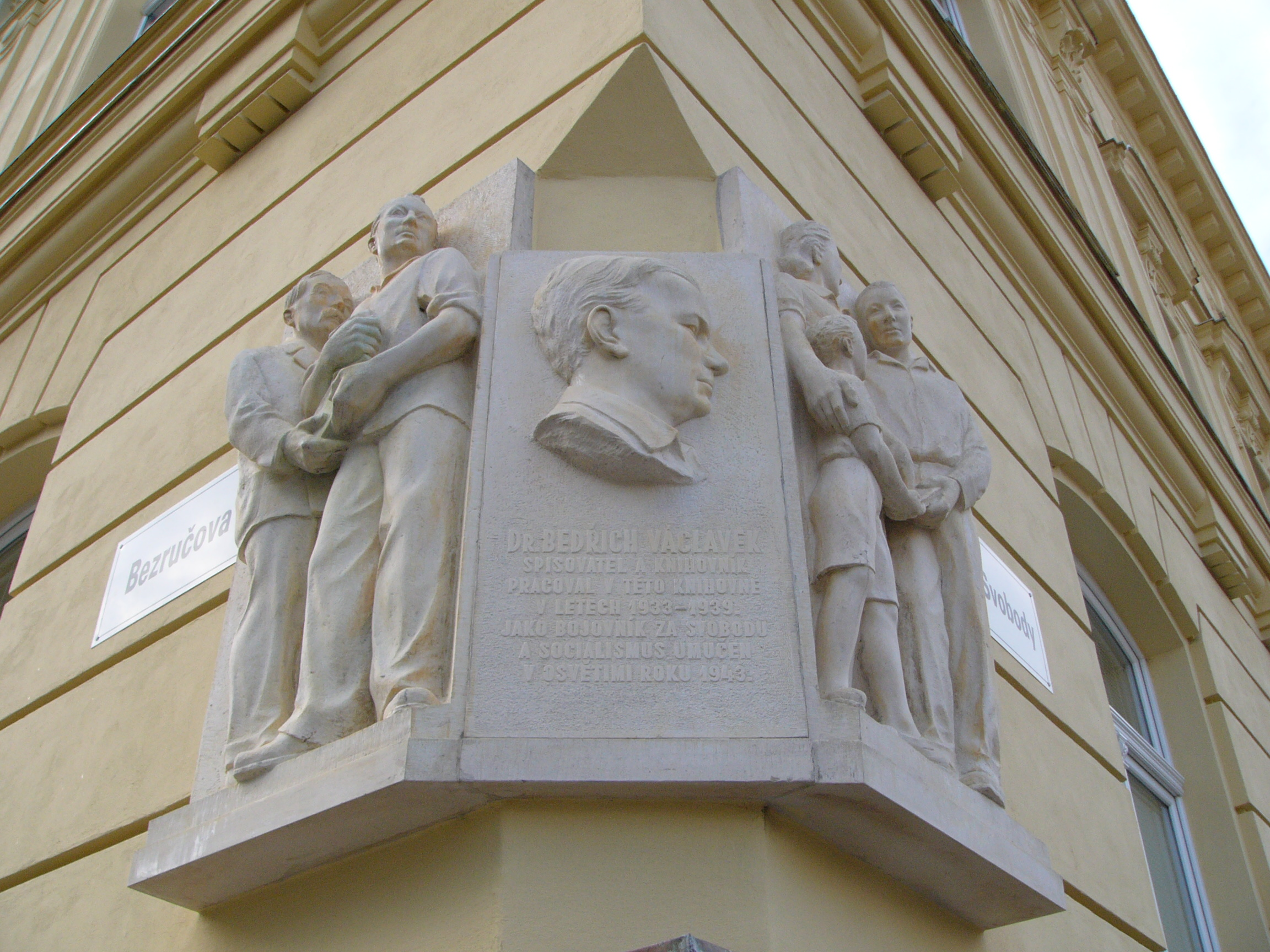
Pamětní deska Bedřicha Václavka na budově Vědecké knihovny v Olomouci

Třetí období existence knihovny začíná v roce 1860, kdy již měla na 250 000 svazků. V tomto roce byla zrušena olomoucká univerzita (status univerzity se jí vrátil 1827); zrušení přečkaly pouze univerzitní knihovna a teologická fakulta (do roku 1873 také lékařská fakulta). Z univerzitní knihovny se stala „Studijní“. Jádrem čtenářů už nebyli vysokoškolští studenti a profesoři, ale zejména učitelé a studenti olomouckých středních škol.
V následujících letech rostl knihovní fond zejména z exemplářů moravského povinného výtisku (a v některých obdobích také slezského). Toto právo bylo (po jeho ztrátě v roce 1935) v roce 1947 rozšířeno na území celého tehdejšího Československa. Po válce měla knihovna na 180 000 svazků, což se do roku 1966 zvýšilo až na 800 000, mnoho z nichž pocházelo z konfiskovaných soukromých sbírek vyhnaných sudetských Němců.
V roce 1947 byla v Olomouci obnovena univerzita, takže i název knihovny se vrátil do původní podoby. Knihovna však už zůstala samostatná, pod přímou správou ministerstva kultury. V této pozici setrvala až do roku 2001, kdy přešla do správy nově zřízeného Olomouckého kraje.
Roku 1959 byl předán Univerzitní knihovně sousední objekt Červený kostel, který slouží jako sklad pro knihy dodnes (uloženo 250 000 svazků). 5. září 2005 (pro veřejnost 1. října 2005) byla zprovozněna studovna historických fondů v nové budově na ulici Bezručova 3.

## První svazkový katalog
První svazkový katalog byl založen roku 1704, a je v současnosti uložen v Moravském zemském archivu v Brně. V roce 1773 byl zrušen jezuitský řád a knihovna přešla do správy státu. Moravské zemské gubernium pak v roce 1775 ustanovilo „veřejnou Universitní knihovnu“. Důležitým momentem je rok 1807, kdy knihovna získává právo povinného výtisku.

## Zajímavé tituly z fondu knihovny

### Rukopisy
Rukopisy uchovávané v knihovně, které jsou zároveň kulturní památky České republiky:
- Evangeliář zábrdovický z 2. poloviny 11. století[1]
- Bible boskovická pravděpodobně z roku 1415
- Bible olomoucká datována do roku 1417
- Graduál loucký (Graduale monasterii O. Praem. Lucensis prope Znojmo) z roku 1499[2]
- Portolánový atlas Jaume Olivese z roku 1563.[3]

### Tisky
- Beschreibende und malerische Darstellung der K. K. österreichischen Staatseisenbahn von Olmütz bis Prag

## Digitalizační pracoviště

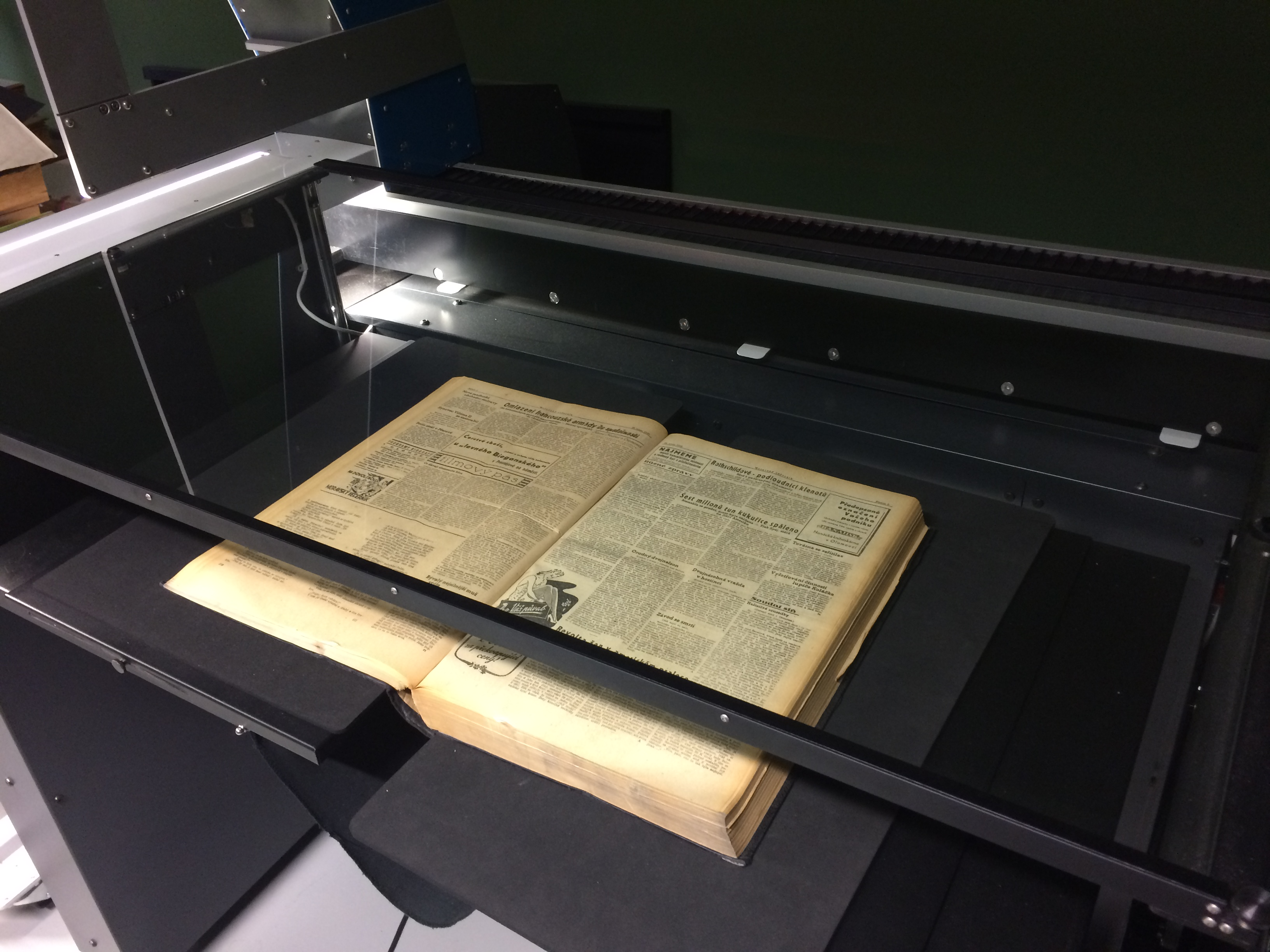
Velkoformátový skener ve Vědecké knihovně v Olomouci

Knihovní fondy jsou postupně digitalizovány od roku 1998, kdy byly naskenovány první tři středověké rukopisy. Digitalizace středověkých památek pokračovala i v následujících letech a později se k nim připojily i další položky, zejména publikace ohrožené degradací kyselého papíru, které jsou převáděny do elektronické podoby od roku 2005. Podle údajů z roku 2016 bylo mimo jiné naskenováno asi 1,3 milionu stran z asi stovky regionálních periodik z oblasti Olomouckého kraje, většinou prostřednictvím dříve pořízených mikrofilmů a z menší části též skenováním originálních svazků. Hlavním předmětem další digitalizace fondů knihovny pak má být asi 10 tisíc svazků moravik (monografií) z 19. století, 4 tisíce svazků moravských regionálních periodik, 10 tisíc mapových listů starých map a atlasů, 2 tisíce svazků prvotisků a asi 60 tisíc svazků starých tisků.
Snaha vybudovat specializované digitalizační pracoviště byla završena roku 2013, kdy byla v jedné z budov Vědecké knihovny v Olomouci v Ostružnické ulici uvedena do provozu Krajská digitalizační jednotka. Z počátku spadala pod Odbor kultury a památkové péče Olomouckého kraje, 1. ledna následujícího roku již však přešla pod přímou správu knihovny. Digitalizace probíhá pomocí robotického skeneru DL-mini (výrobce 4DigitalBooks) a velkoformátové dokumenty zpracovává ruční skenovací zařízení i2s DigiBook SupraScan Quartz A0. Tyto dva skenery doplňuje ještě ruční skener i2s CopiBook.

## Ocenění
V květnu 2024 obdržela knihovna společně s Olomouckým krajem Cenu města Olomouce za počin roku 2023, a to za otevření Červeného kostela.